# Kogot' (udde)
Kogot' är en udde i Antarktis. Den ligger i Östantarktis. Australien gör anspråk på området.
Terrängen inåt land är kuperad söderut, men söderut är den platt. Havet är nära Kogot' åt nordväst. Trakten är obefolkad. Det finns inga samhällen i närheten. 